# Bruno César
Bruno César Zanaki, plus connu sous le nom de Bruno César (né le 3 novembre 1988 à Santa Bárbara d'Oeste, São Paulo) est un footballeur brésilien, qui occupe le poste de milieu offensif.